# 2004 en sport automobile
Chronologie du Sport automobile
2003 en sport automobile - 2004 en sport automobile - 2005 en sport automobile
Les faits marquants de l'année 2004 en Sport automobile

## Par mois

### Janvier
- 15 janvier : en Nascar, la course de Daytona 500 est remportée par Dale Earnhardt Jr.
- 25 janvier (Rallye) : Sébastien Loeb remporte le Rallye automobile Monte-Carlo.

### Mars
- 7 mars (Formule 1) : Grand Prix automobile d'Australie.
- 21 mars, (Formule 1) : Grand Prix automobile de Malaisie.

### Avril
- 4 avril, (Formule 1) : Grand Prix automobile de Bahreïn.
- 25 avril, (Formule 1) : Grand Prix automobile de Saint-Marin.

### Mai
- 9 mai (Formule 1) : Grand Prix automobile d'Espagne.
- 23 mai (Formule 1) : Grand Prix automobile de Monaco.
- 30 mai
  - Formule 1 : Grand Prix automobile d'Europe.
  - Indy Racing League : la course d'Indianapolis 500 remportée par Buddy Rice.

### Juin
- 12 juin : départ de la soixante-douzième édition des 24 Heures du Mans.
- 13 juin (Formule 1) : Grand Prix automobile du Canada.
- 20 juin (Formule 1) : Grand Prix automobile des États-Unis.

### Juillet
- 4 juillet (Formule 1) : Grand Prix automobile de France.
- 11 juillet (Formule 1) : Grand Prix automobile de Grande-Bretagne.
- 25 juillet (Formule 1) : Grand Prix automobile d'Allemagne.

### Août
- 15 août (Formule 1) : Grand Prix automobile de Hongrie. À l'issue de ce Grand Prix, Ferrari remporte son 14e titre constructeurs.
- 29 août (Formule 1) : en terminant second du Grand Prix de Belgique, Michael Schumacher enlève un septième titre de champion du monde Formule 1.

### Septembre
- 12 septembre (Formule 1) : Grand Prix automobile d'Italie.
- 26 septembre (Formule 1) : Grand Prix de Chine.

### Octobre
- 10 octobre (Formule 1) : Grand Prix du Japon.
- 13 octobre (Euro Formule 3000) : présentation officielle à la presse, sur le port de la principauté de Monaco de la nouvelle voiture du championnat Euro Formule 3000. Celui-ci change de nom à partir de 2005 et prend l'appellation Superfund Euro Formule 3000, du nom de son sponsor principal.
- 17 octobre (Rallye) : en terminant second du Tour de Corse, Sébastien Loeb remporte son premier titre de champion du monde des rallyes.
- 24 octobre (Formule 1) : Grand Prix automobile du Brésil.

### Novembre
- 7 novembre (Champ Car) : le pilote français Sébastien Bourdais remporte le championnat Champ Car aux États-Unis.

- 14 novembre : le pilote français Sébastien Loeb devient champion du monde de rallye.

## Naissances
- 19 janvier :  Dino Beganovic, pilote automobile Suèdois.
- 26 janvier :  Santiago Ramos, pilote automobile Mexicain.
- 4 février :  Paul Aron, pilote automobile Estonien.
- 13 avril :  Mari Boya, pilote automobile Espagnole.
- 24 mai : Sami Meguetounif, pilote automobile Français.
- 28 septembre : Isack Hadjar, pilote automobile Français.
- 14 octobre : Gabriel Bortoleto, pilote automobile Brésilien.
- 14 octobre : Oliver Goethe, pilote automobile Allemand.
- 16 novembre : Tim Tramnitz, pilote automobile Allemand.
- 3 décembre : Leonardo Fornaroli, pilote automobile Italien.
- 13 décembre : Joshua Dufek, pilote automobile Autrichien.
- 21 décembre : Noel León, pilote automobile Mexicain.

## Décès
- 15 février :  Luigi Taramazzo, pilote automobile italien, (° 5 mai 1932).
- 1er avril :  Edgar Dören, pilote automobile allemand. (° 6 octobre 1941).
- 5 juillet : Rodger Ward, vainqueur 2 fois des Indianapolis 500.
- 24 octobre : Ricky Hendrick, pilote de Nascar.